# Han (okres Zhou)
Han – chińskie państwo w Okresie Walczących Królestw. Uwaga: w języku chińskim identyczną nazwę nosi obecnie Korea Południowa.
Tereny państwa Han blokowały Państwu Qin dostęp na nizinę północnochińską, dlatego było ono celem stałych ataków ze strony sąsiada. Mimo reform wojskowych, m.in. pod kierunkiem legisty Shen Buhaia, królestwu Han nie udało się dorównać przeciwnikowi i zostało podbite w 230 r. p.n.e. 
Najazd Qin na komanderię Shandang  (上黨郡) w państwie Han doprowadził do bitwy po Changping (260 r. p.n.e.) – jednej z najkrwawszych w Okresie Walczących Królestw.
Najbardziej znaną postacią z państwa Han był Han Fei.

## Władcy Han

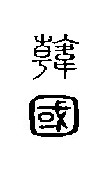
Państwo Han – napis w piśmie małopieczęciowym, 220 r. p.n.e.

| Tytuł                                                                               | Imię                 | Lata rządów             |
| ----------------------------------------------------------------------------------- | -------------------- | ----------------------- |
| Wicehrabia Xian 韓獻子                                                              | Han Jue 韓厥         |                         |
| Wicehrabia Xuan 韓宣子                                                              | Han Qi 韓起          |                         |
| Wicehrabia Zhen 韓貞子                                                              | Han Xu 韓須          |                         |
| Wicehrabia Jian 韓簡子                                                              | Han Buxin 韓不信     |                         |
| Wicehrabia Zhuang 韓莊子                                                            | Han Geng 韓庚        |                         |
| Wicehrabia Kang 韓康子                                                              |                      |                         |
| Wicehrabia Wu 韓武子                                                                | Han Qizhang 韓啓章   | 424 p.n.e. – 409 p.n.e. |
| Markiz Jing 韓景侯                                                                  | Han Qian 韓虔        | 408 p.n.e. – 400 p.n.e. |
| Markiz Lie / Markiz Wu 韓烈侯 / 韓武侯                                              | Han Qu 韓取          | 399 p.n.e. – 387 p.n.e. |
| Markiz Wen 韓文侯                                                                   |                      | 386 p.n.e. – 377 p.n.e. |
| Markiz Ai 韓哀侯                                                                    |                      | 376 p.n.e. – 374 p.n.e. |
| Markiz Gong / Markiz Zhuang /Markiz Yi 韓共侯 / 韓莊侯 / 韓懿侯                     | Han Ruoshan? 韓若山? | 374 p.n.e. – 363 p.n.e. |
| Markiz Xi / Markiz Zhao 韓厘侯 / 韓昭侯                                             |                      | 362 p.n.e. – 333 p.n.e. |
| Król Xuanhui / Król Xuan / Markiz Wei (przed 323 p.n.e.) 韓宣惠王 / 韓宣王 / 韓威侯 |                      | 332 p.n.e. – 312 p.n.e. |
| Król Xiang / Król Xiang'ai /Król Daoxiang 韓襄王 / 韓襄哀王 / 韓悼襄王              | Han Cang 韓倉        | 311 p.n.e. – 296 p.n.e. |
| Król Xi 韓厘王                                                                      | Han Jiu 韓咎         | 295 p.n.e. – 273 p.n.e. |
| Król Huanhui 韓桓惠王                                                               |                      | 272 p.n.e. – 239 p.n.e. |
| Król Fei / Król An 韓廢王 / 韩王安                                                  | Han An 韓安          | 238 p.n.e. – 230 p.n.e. |